# Guy-René Doumayrou
Guy-René Doumayrou (19. září 1925 Béziers – 16. listopadu 2011 Narbonne) byl francouzský surrealista, esejista, spisovatel a architekt specializující se na sakrální stavitelství, který také zkoumal téma posvátné geometrie.

## Biografie
Začátkem 50. let 20. století vstoupil do surrealistického hnutí. Mimo jiné se účastnil vystoupení Libertaire ze dne 12. října 1951 na téma „Surrealismus a anarchismus  »“, přispěl k speciálnímu surrealistickému číslu časopisu L'Âge du cinéma z roku 1951 věnovaného filmu a publikoval surrealistický příspěvek v revui Libertaire č. 307 ze dne 21. března 1952.
Zúčastnil se také surrealistické výstavy z roku 1959 s názvem E.R.O.S. v galerii Cordier v Paříži, kde vystavil model rozsáhlé architektonické kompozice, kterou nazval Le Jardin des émerveillements (Zahrada očarování) nebo Le Val d'Amour (Údolí lásky).

## Teorie
Podle G. R. Doumayroua, který analyzoval heraldiku jihofrancouzského regionu Languedoc, je hvězdný zvěrokruh symbolicky reprezentován a soustředěn na město Toulouse a jeho jednotlivé výseče jsou zhmotňovány různými okolními aglomeracemi a katarskými hrady (Montségur, Roquefixade, Lordat a další). Ve svých pracích o posvátné geometrii jižní Francie byl ovlivněn dílem Jeana Richera, který objevně aplikoval zvěrokruh na antický (řecký a římský) svět pomocí výzkumu tehdejších platidel..

## Dílo
- Géographie sidérale, (Hvězdný zeměpis)10/18, N°1071, Union Générale d'Éditions, 1975, ISBN 2-264-00088-0; Arma Artis, 2006, ISBN 9782879130323
- Cinq paradigmes de la Géométrie Sacrée et leur signature monumentale, (Pět paradigmat o posvátné geometrii) Arma Artis, 1997 ISBN 9782879130583
- Évocations de l'esprit des lieux : Les jalons d'un espace - temps poétique autour du Languedoc,(Evokace ducha míst) Béziers, Centre international de documentation occitane, 1987 ISBN 9782901191285
- Essai sur la géographie sidérale des pays d'Oc et d'ailleurs,(Esej o hvězdném zeměpisu v Languedocu a jinde) Paris, Union générale d'éditions, 1976 ISBN 9782264000880
- L'île porcelaine - Conte fragile, (Porcelánový ostrov - Křehká pohádka) krátký a hutný text[6].
- Malířské dílo: Uzavřený tryptych [7], Otevřený tryptych[8]

### Česky
- Zlato času, sborník prací franc. surrealistů o hermetismu,hermetická edice Trigonu, Praha 1989, samizdat [9]
- Hvězdný zeměpis, revue Analogon 11, Hermetismus - jazyk tradice, Praha 1993, ISSN 0862-7630  0862-7630